# Frenchay
Frenchay es un barrio residencial de Bristol, Inglaterra. A pesar de que esté situado al noreste de la ciudad, está enclavado principalmente en el condado de South Gloucestershire y en la Parroquia Civil de Winterbourne.
El barrio se encuentra entre la B4058, que corre paralela a la autopista M32, y el boscoso valle del río Frome. 
La iglesia parroquial de Frenchay, característica por su aguja, se encuentra junto a un gran terreno comunal y está rodeada de casas de arquitectura típica de la región.
Dentro de Frenchay se encuentra el campus principal de la Universidad del Oeste de Inglaterra -University of the West of England- antiguo Politécnico de Bristol. En sus cercanías hay un pequeño centro de negocios.
Frenchay Park es un barrio contiguo, situado dentro de los límites de la ciudad de Bristol.
Frenchay es, asimismo, la sede del célebre Hospital de Frenchay, muy utilizado durante la Segunda Guerra Mundial por el ejército estadounidense. En él se atendieron a muchos soldados que habían participado en el desembarco de Normandía. A día de hoy, este hospital sigue siendo uno de los mayores de Bristol. Sus instalaciones han crecido en los últimos años, aunque aún se conservan edificios de la época de la guerra.